# OpenTTD
L'OpenTTD és un clon de codi obert del videojoc Transport Tycoon Deluxe de Chris Sawyer.
L'OpenTTD duplica el videojoc original, però com a TTDPatch, incorpora noves característiques, entre elles la possibilitat de jugar en mode multijugador, tant per Internet o per LAN. El joc està traduït a moltes llengües entre elles el català.
Està disponible sota la llicència GPL, i des de la versió 1.0 el joc és completament independent i no necessita els fitxers dels gràfics del joc original gràcies al projecte per crear nous gràfics lliures que han substituït els privatius.